# Pilars del Lena
Els Pilars del Lena és una formació natural de roques que es troba al llarg del riu Lena en el llunyà extrem orient rus. Aquest lloc únic des del punt de vista ecològic i turístic va ser declarat Patrimoni de la humanitat l'any 2012. Es troba localitzat a menys d'un dia riu amunt amb vaixell des de la ciutat de Iakutsk, la capital autònoma de la República de Sakhà.
El Parc Natural dels Pilars del Lena es caracteritza per les seves espectaculars columnes de roca de gairebé cent metres d'altura situades a la vora del riu Lena. Aquestes roques es van formar a causa del clima continental extrem de la regió, les temperatures varien des dels 60º sota zero a l'hivern als 40º a l'estiu. Els pilars formen contraforts rocosos aïllats els uns dels altres per profundes i abruptes torrenteres que es van desenvolupar durant els períodes de desglaç. La penetració de l'aigua des de la superfície va donar lloc a processos criogènics (gelades i desglaços) que van anar eixamplant les torrenteres fins a aïllar els pilars entre si. Els processos fluvials també van influir en la formació dels pilars. El lloc conté també restes fòssils del període cambrià pertanyents a nombroses espècies, algunes d'elles úniques.

## Geologia
Els pilars consisteixen en capes alternes de pedra calcària, marga, dolomia i pissarra de principis del cambrià mitjà, que estan erosionats pel clima, produint les escarpats afloraments.
Aquests tipus de roques es formen comunament en ambients marins i la variació vertical i de l'estratificació horitzontal indica transgressió marina/ regressió; amb la pissarra representant les shales lleugerament metamorfitzades de la profunditat marina.

## Turisme
Les persones més familiaritzades amb la limnologia o el ecoturisme al llac Baikal a la Sibèria del sud poden intentar i coordinar el seu viatge amb una guia de la regió del llac. Es presenten poques comoditats modernes i confort, a part dels vaixells de creuer.
Les senderes són molt escarpats i de vegades precaris.

## Galeria d'imatges

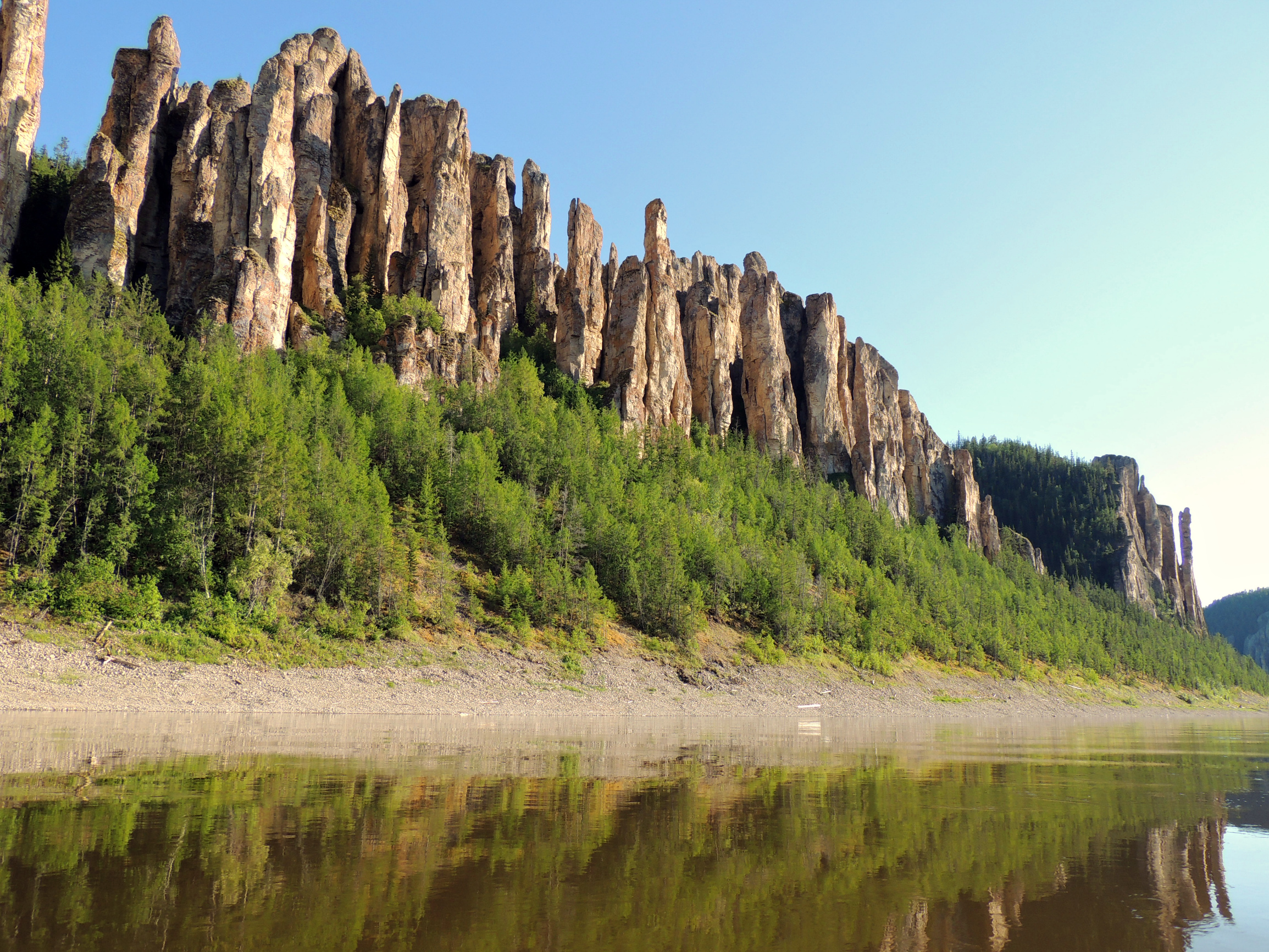
Vista dels pilars
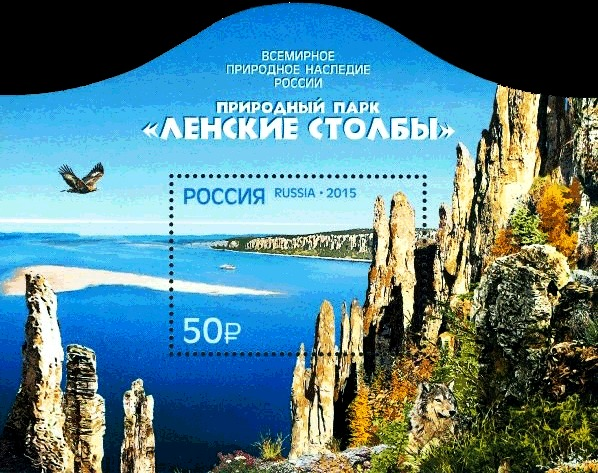
Segell rus amb els pilars del Lena
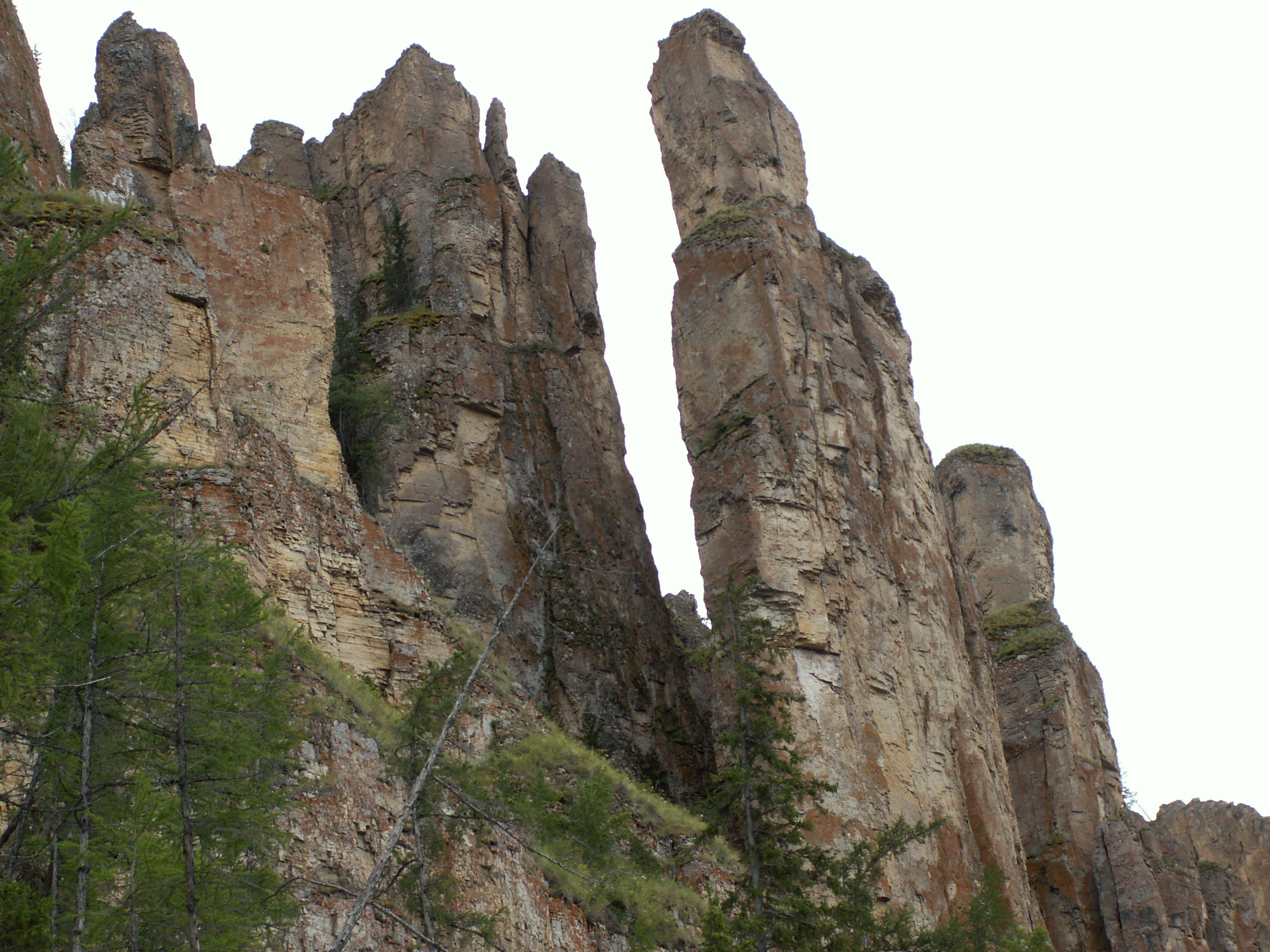
Detall d'un dels pilars
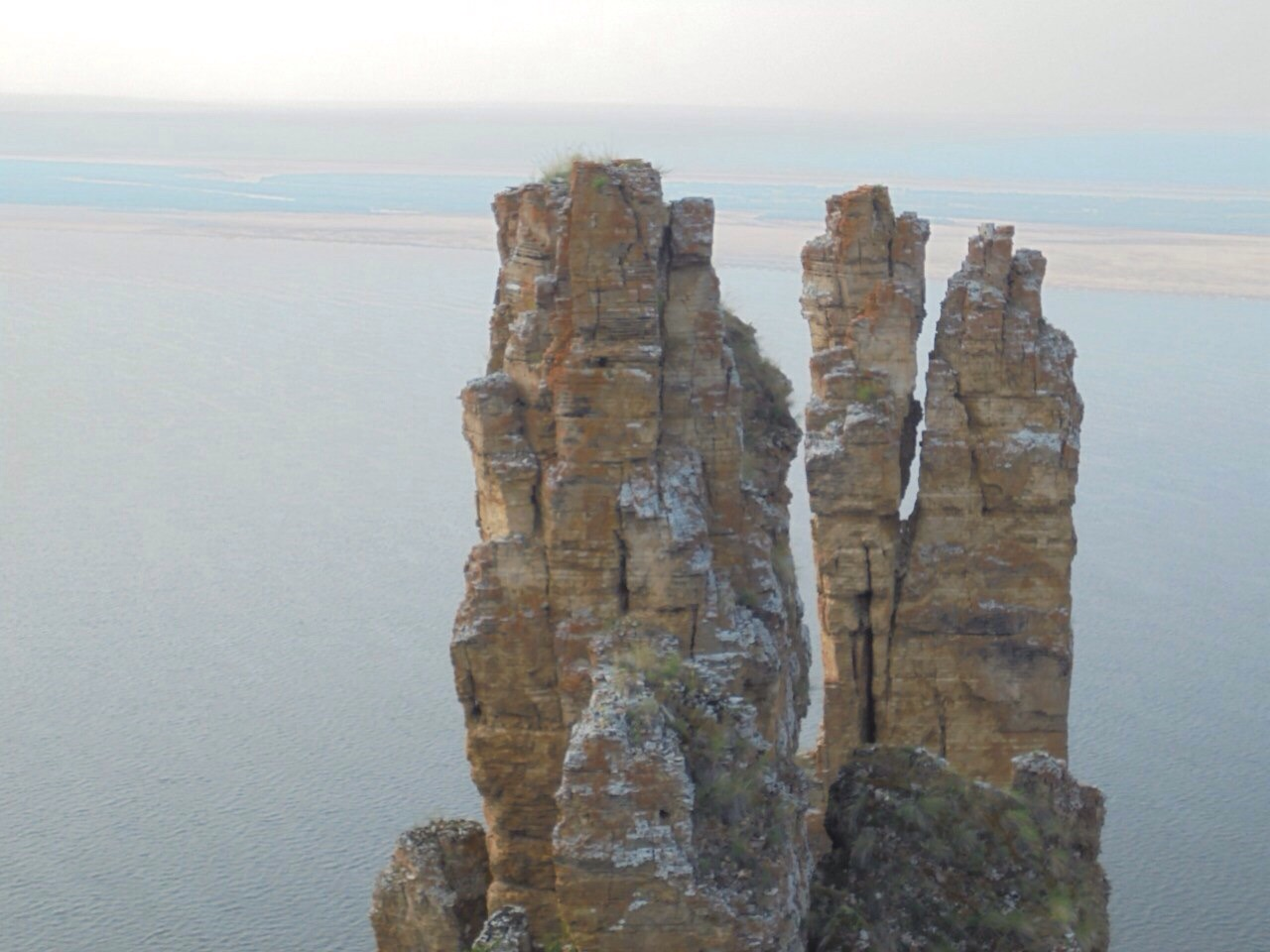
Imatge on s'aprecien les erosions i la separació entre els pilars
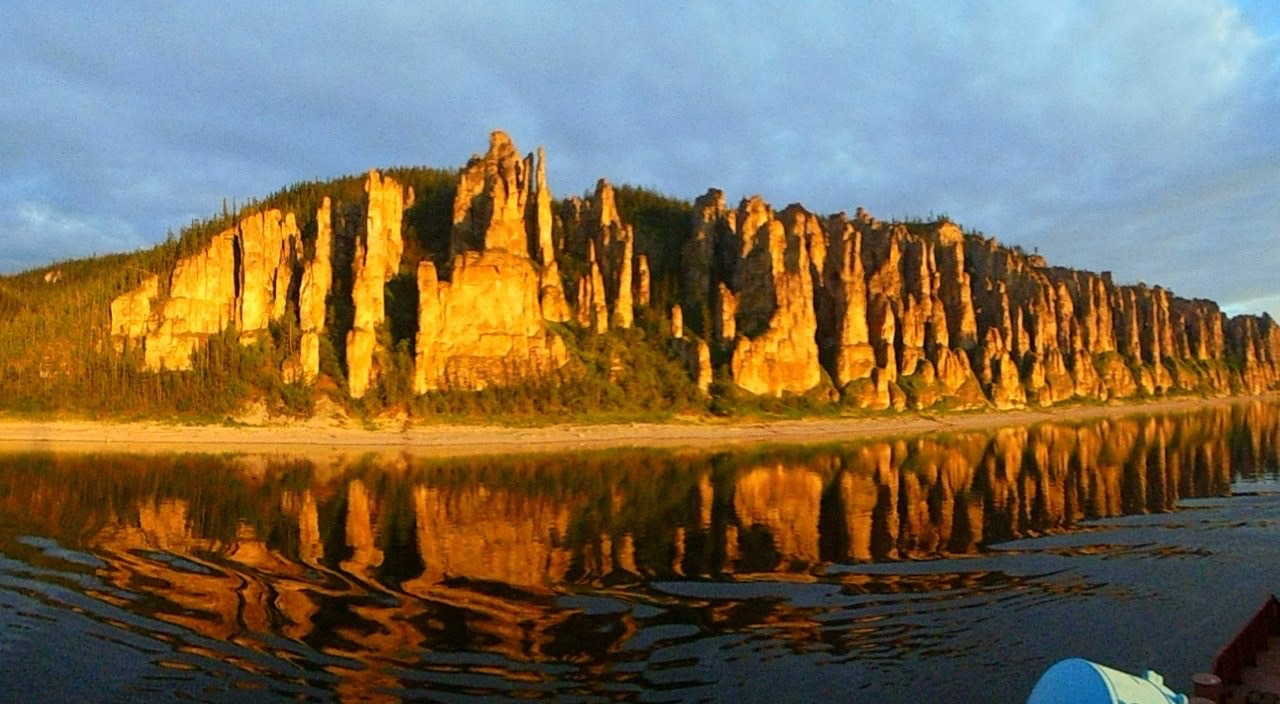
Panorama
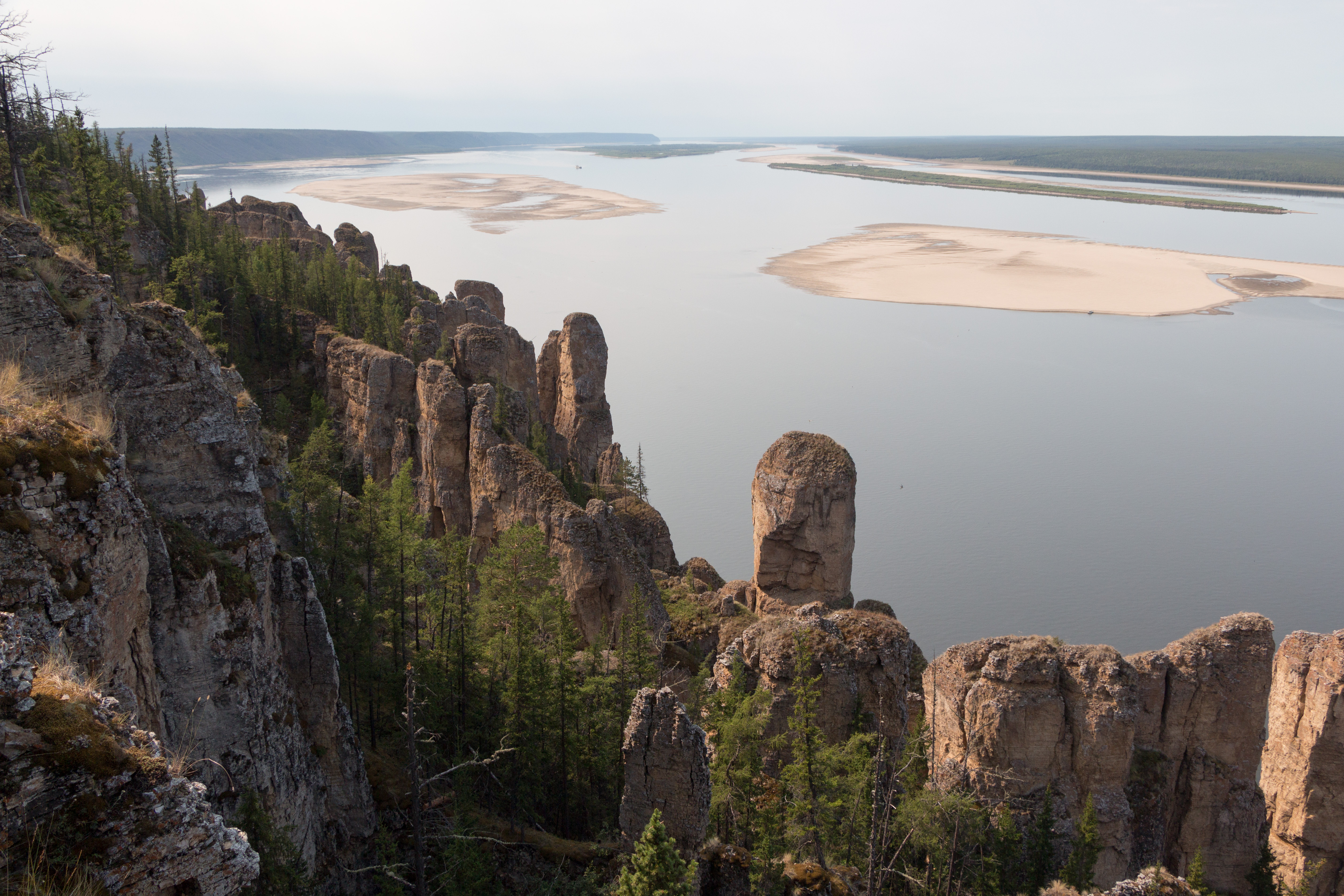
Els pilars vistos des de terra